# Miroslav Žáčok
Miroslav Žáčok (* 10. ledna 1976 Stará Ľubovňa) je slovenský sochař. 

## Životopis
Narodil se na Slovensku v obci Stará Ľubovňa.
V letech 1990–1994 studoval na Škole užitkového výtvarníctva v Kremnici, obor umělecké odlévání kovů. Ve studiu pokračoval v letech 1994–1998 na Vysoké škole výtvarných umení v Bratislavě, v Ateliéru svobodné kreativity u prof. Juraje Bartusze a v Ateliéru figury u prof. Jozefa Jankoviče. Od roku 1999 studoval na Akademii výtvarných umění v Praze v Ateliéru figurálního sochařství a medaile u prof. Jana Hendrycha a absolvoval v roce 2002 (titul MgA.). 
Od roku 1999 žije v České republice a tvoří ve svém ateliéru v Českých Budějovicích.
Jeho tvorba je k vidění na samostatných i kolektivních výstavách v České republice, na Slovensku, v Německu a ve Francii. Materiálem jeho soch je dřevo, kov a kámen. 
Jeho realizace jsou např. v Chebu, Jateční ul. (2011 – bronzová socha Děvčátko s plyšákem) ,
v parcích (zámecký park Ostrov nad Ohří , městský park Cheb , na Lodním náměstí v Litoměřicích  nebo v Dobřichovicích („Cesta mramoru“) 
Kromě sochařství se zabývá rovněž kresbou a malbou.
V letech 2004–2015 vyučoval na Střední umělecko-průmyslové škole Sv. Anežky české v Českém Krumlově  a v období 2016–2018 byl asistentem prof. Vojtěcha Míči v Ateliéru figurálního sochařství a medaile na pražské Akademii výtvarných umění.

## Ocenění

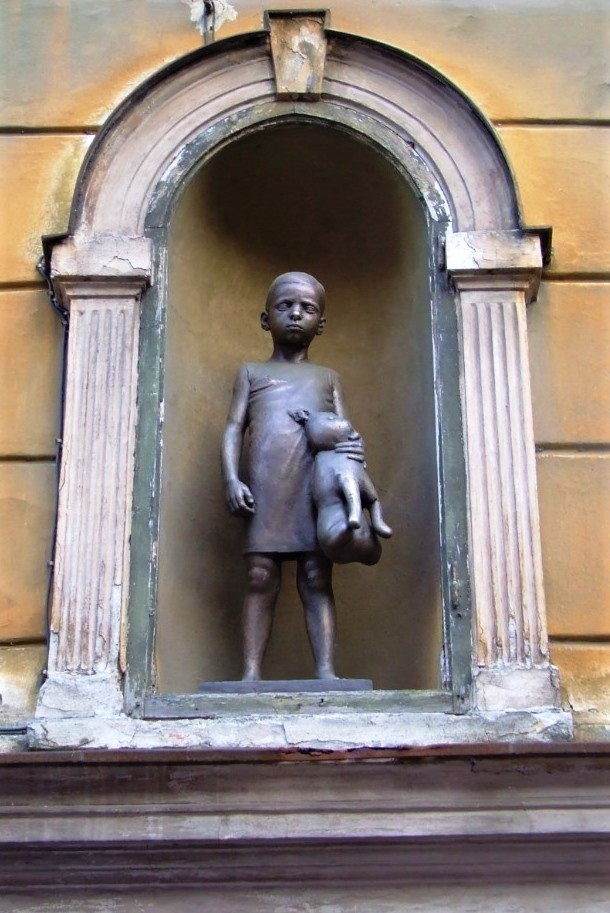
Socha "Děvčátko" (bronz, 2011, Cheb)

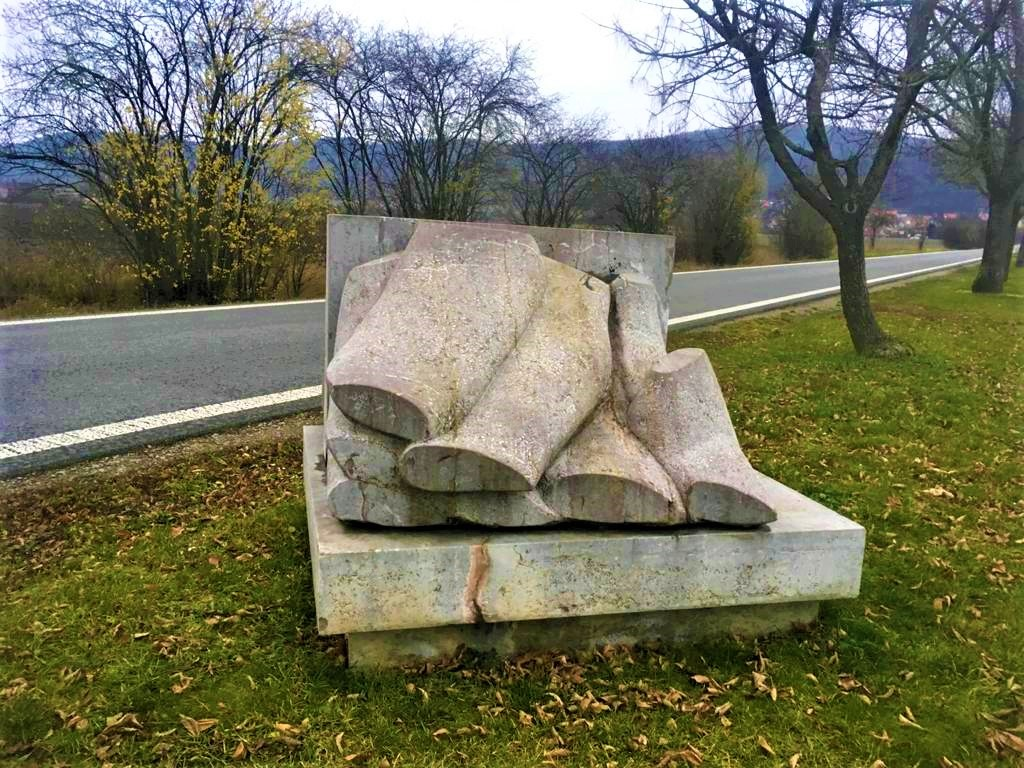
Socha "Situace" je umístěna na cestě Dobřichovice–Karlík. Vznikla v rámci sympozia Cesta mramoru 2009. (Materiál: slivenecký mramor).

- 2000 Cena Ateliéru figurálního sochařství a medaile, AVU, Praha
- 2001 Cena Bogdana Najdenova [2]
- 2014 Cena Junge Kunst, Passau, Německo [3]
- 2017 Veřejná soutěž – portrét Jaroslav Heyrovský, 2. místo
- 2018 Veřejná soutěž – portrét Marie Curie-Sklodowská, 2. místo; portrét Vladimír Kočandrle, 2. místo
- 2018 Veřejná výtvarná soutěž o návrh na ztvárnění sochy Jana Očka z Vlašimi, Vlašim, 1. místo

## Dílo, výběr

### Samostatné autorské výstavy
- 2006 Galerie Měsíc ve dne, České Budějovice
- 2011 Ukradená galerie, Český Krumlov
- 2014 Obraz ve výloze, Decadent art club, Český Krumlov

### Společné výstavy
- 2002 Diplomanti AVU, Národní galerie – Veletržní palác, Praha
- 2002 Zámek Moriztburg, Německo
- 2002 Ateliér AVU, Litoměřice
- 2004 Absolventi AVU, Zámek Děčín
- 2006 Pedagogové SUPŠ Sv. Anežky české, Městská galerie Český Krumlov
- 2007 AVU18, Veletržní palác, Praha
- 2008 Nic na odiv, Kateřinská zahrada, Praha
- 2012 Kompot, Botanická zahrada Albertov, Praha
- 2014 Konvent – atrium AJG, Hluboká nad Vltavou
- 2014 Intersalon, Alšova Jihočeská galerie, České Budějovice
- 2015 Kresby Malšice
- 2021 Plastiky – Jiří Fürst a přátelé, Vrtbovská zahrada, Praha
- 2022 Sochy v ulicích – Festival současného umění ve veřejném prostoru, Klatovy

### Sympozia
- 1996 Kov /železo/, Kremnica, Slovensko
- 1997 Dřevo /topol/, Komiatice III., Slovensko
- 2000 Socha ve městě, Paříž, Francie
- 2002 Kámen /pískovec/, Moriztburg, Německo
- 2003 Kámen /opuka/, Hředle u Rakovníka
- 2004 Dřevo /topol/, Erlbach /Markneukirchen/, Německo
- 2005 Beton, Nový Dvůr/Česká Lípa
- 2006 Kámen /mramor/, Devín, Slovensko
- 2007 Kámen /pískovec/, Litoměřice
- 2009 Cesta mramoru, Dobřichovice [10]
- 2009 Kámen /žula/, Ostrov nad Ohří
- 2010 Magie v kameni /žula/, Sokolov
- 2011 Kámen /pískovec/, Kaplice
- 2013 Socha pro Cheb, kámen /pískovec/